# Godfred Donsah
Godfred Donsah (Acra, 7 de junho de 1996) é um futebolista profissional ganês que atua como meia. Atualmente, joga pelo Cercle Brugge.

## Carreira
Godfred Donsah começou a carreira no Hellas Verona.